# Зернов, Александр Сергеевич (футболист)
Алекса́ндр Серге́евич Зерно́в (21 июля 1974, Иваново) — российский футболист, тренер. Мастер спорта РФ.

## Карьера
Воспитанник ивановского футбола. Отец Сергей Львович Зернов играл в Первой лиге за местный «Текстильщик» и привёл Александра в СДЮШОР «Текстильщик», где он занимался под руководством Владимира Александровича Скоропеева. В 17 лет Зернов попал в «Текстильщик», в котором играл до 1995 года, а затем перешёл в волгоградский «Ротор», дебютировал в матче с «Манчестер Юнайтед» в 1/32 финала Кубка УЕФА. В составе команды стал серебряным (1997) и бронзовым (1996) призёром чемпионата, в 1997 вошёл в список 33 лучших футболистов чемпионата России под 3 номером.
С 2003 года играет в клубах Первого и Второго дивизионов, в 2007—2009 годах — в нижегородской «Волге». Двукратный победитель зоны «Урал-Поволжье» Второго дивизиона (в составе «Содовика» в 2005 году и в составе «Волги» в 2008 году). Обладатель Кубка ПФЛ 2008 года, лучший бомбардир и лучший игрок турнира. В 2010 году вернулся в клуб «Текстильщик» (Иваново). В 2011—2013 — главный тренер ФК «Вологда».